# Otto Preminger
Otto Ludwig Preminger (Vizsnica, Osztrák–Magyar Monarchia, 1905. december 5. –  New York, 1986. április 23.) filmrendező, filmproducer és színész. Több ismert vígjátékot, detektívfilmet és westernt rendezett.

## Életrajza
Anyja Josefa Preminger (született Fraenkel), apja Markus Preminger, Ausztria-Magyarország főügyésze. Otto és testvére, Ingo is apja nyomdokait követve jogot tanult. Ezután alkalmazást nyert a Kaiser-Jubiläums-Theater – később Volksoper Wien – igazgatójaként Bécsben. 1932-ben itt rendezte a Das Haus der Temperamente (Az érzékek háza) című Johann Nestroy-darabot. 1933–1935 között a Theater in der Josefstadt igazgatója volt. 1935-ben, valószínűleg azért, hogy elkerülje a zsidó üldöztetést, kivándorolt az Amerikai Egyesült Államokba.

### Az Egyesült Államokban
Az Egyesült Államokban kezdetben számos színdarabban és filmben színészként szerepelt. A filmekben néhány esetben, német akcentusa miatt, náci tiszteket játszott. A világháború vége felé egyre inkább rendezőként és producerként tevékenykedett. Népszerű regényeket és színdarabokat filmesített meg. Gyakran vetett fel tabutémákat, mint a kábítószerrel való visszaélés, a nemi erőszak és a homoszexualitás. Az 1950-es években bevonta Saul Bass amerikai grafikust a címkék és filmplakátok készítésébe, többek között az Egy gyilkosság anatómiája filmjénél.
1986-ban halt meg tüdőrákban. Hamvait a Velma B. Woolworth kápolna Azalea termében, a Bronx temetőben, New Yorkban helyezték örök nyugalomra.

## Filmográfia (válogatás)
| Év        | Cím                                                     | Rendező | Producer | Színész |
| --------- | ------------------------------------------------------- | ------- | -------- | ------- |
| 1931      | A nagy szerelem (Die große Liebe)                       | Igen    | Igen     |         |
| 1942      | The Pied Piper                                          | Igen    |          | Igen    |
| 1944      | Valakit megöltek (Laura)                                | Igen    | Igen     |         |
| 1945      | A múlt angyala (Fallen Angel)                           | Igen    | Igen     |         |
| 1947      | Forever Amber                                           | Igen    | Igen     |         |
| 1949      | Örvény (Whirlpool)                                      | Igen    | Igen     |         |
| 1950      | Ahol a járda véget ér (Where the Sidewalk Ends)         | Igen    | Igen     |         |
| 1952      | Angyalarc Angel Face                                    | Igen    | Igen     |         |
| 1953      | 17-es fogolytábor (Stalag 17)                           |         |          | Igen    |
| 1953      | Patty                                                   | Igen    | Igen     |         |
| 1954      | A folyó, ahonnan nincs visszatérés (River of No Return) | Igen    |          |         |
| 1954      | Carmen Jones                                            | Igen    | Igen     |         |
| 1955      | Az aranykezű férfi (The Man With the Golden Arm)        | Igen    | Igen     |         |
| 1955      | The Court-Martial of Billy Mitchell                     | Igen    |          |         |
| 1958      | Jó napot szomorúság! (Bonjour Tristesse)                | Igen    | Igen     |         |
| 1959      | Porgy és Bess (Porgy and Bess)                          | Igen    |          |         |
| 1959      | Egy gyilkosság anatómiája (Anatomy of a Murder)         | Igen    | Igen     |         |
| 1960      | Exodus                                                  | Igen    | Igen     |         |
| 1962      | Advise & Consent                                        | Igen    | Igen     |         |
| 1963      | A kardinális (The Cardinal)                             | Igen    | Igen     |         |
| 1965      | A baj útban (In Harm's Way)                             | Igen    | Igen     |         |
| 1965      | Bunny Lake hiányzik (Bunny Lake Is Missing)             | Igen    | Igen     | Igen    |
| 1966–1968 | Batman (televíziós sorozat)                             |         |          | Igen    |
| 1968      | Skidoo                                                  | Igen    | Igen     | Igen    |
| 1977      | A hobbit (The Hobbit)                                   |         |          | Igen    |
| 1979      | The Human Factor                                        | Igen    | Igen     |         |

### Díjak, jelölések
- Az Egy gyilkosság anatómiája filmjét Oscar-díjra jelölték a legjobb film kategóriában.
- Kétszer jelölték a legjobb rendezés kategóriában, a Valakit megöltek és A kardinális filmjéért.
- A Carmen Jones filmjével elnyerte a Bronz Medve díjat az 5. Berlini Nemzetközi Filmfesztiválon.[11]

## Fordítás
- Ez a szócikk részben vagy egészben  az   Otto Preminger című svéd Wikipédia-szócikk fordításán alapul.  Az eredeti cikk szerkesztőit annak laptörténete sorolja fel. Ez a jelzés csupán a megfogalmazás eredetét és a szerzői jogokat jelzi, nem szolgál a cikkben szereplő információk forrásmegjelöléseként.
- Ez a szócikk részben vagy egészben  az   Otto Preminger című angol Wikipédia-szócikk fordításán alapul.  Az eredeti cikk szerkesztőit annak laptörténete sorolja fel. Ez a jelzés csupán a megfogalmazás eredetét és a szerzői jogokat jelzi, nem szolgál a cikkben szereplő információk forrásmegjelöléseként.